# Українська книга (журнал)
«Українська книга» — місячник бібліології і бібліофільства, видання Бібліологічної комісії НТШ та Українського товариства бібліофілів у Львові, виходила 1937—39 (21 чч.) і 1942—43 (2 кн.) за редакторством Є. Пеленського. «Українська книга» подає цінні матеріали з історії української книги (М. Андрусяк, А. Ґенсьорський, І. Крип'якевич), бібліотекознавства (П. Зленко, о. Р. Лукань), бібліографії (Т. Пачовський, Б. Романенчук, С. Сірополко, В. Січинський, А. Животко), друкарства (В. Дорошенко), шашкевичіяни і шевченкіяни (М. Возняк, С. Єфремов, Є. Пеленський), книгознавства (Л. Биковський).
«Українська книга» — квартальник бібліографії і книгознавства Товариства українських книголюбів, Товариства українських бібліотекарів і Бібліографічної Комісії НТШ, виходить з 1971 у Філадельфії у видавництві «Київ».
Редактор — Б. Романенчук (див. Додатки). Статті з бібліографії, історії друкарства, сильветки письменників, рецензії, хроніка праці товариств-видавців тощо.